# Târnăvioara, Sibiu

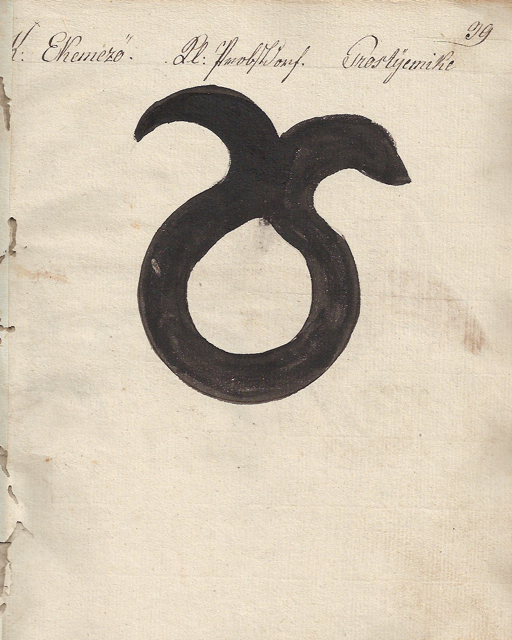
1826 - Danga pentru vitele din Proștea Mică

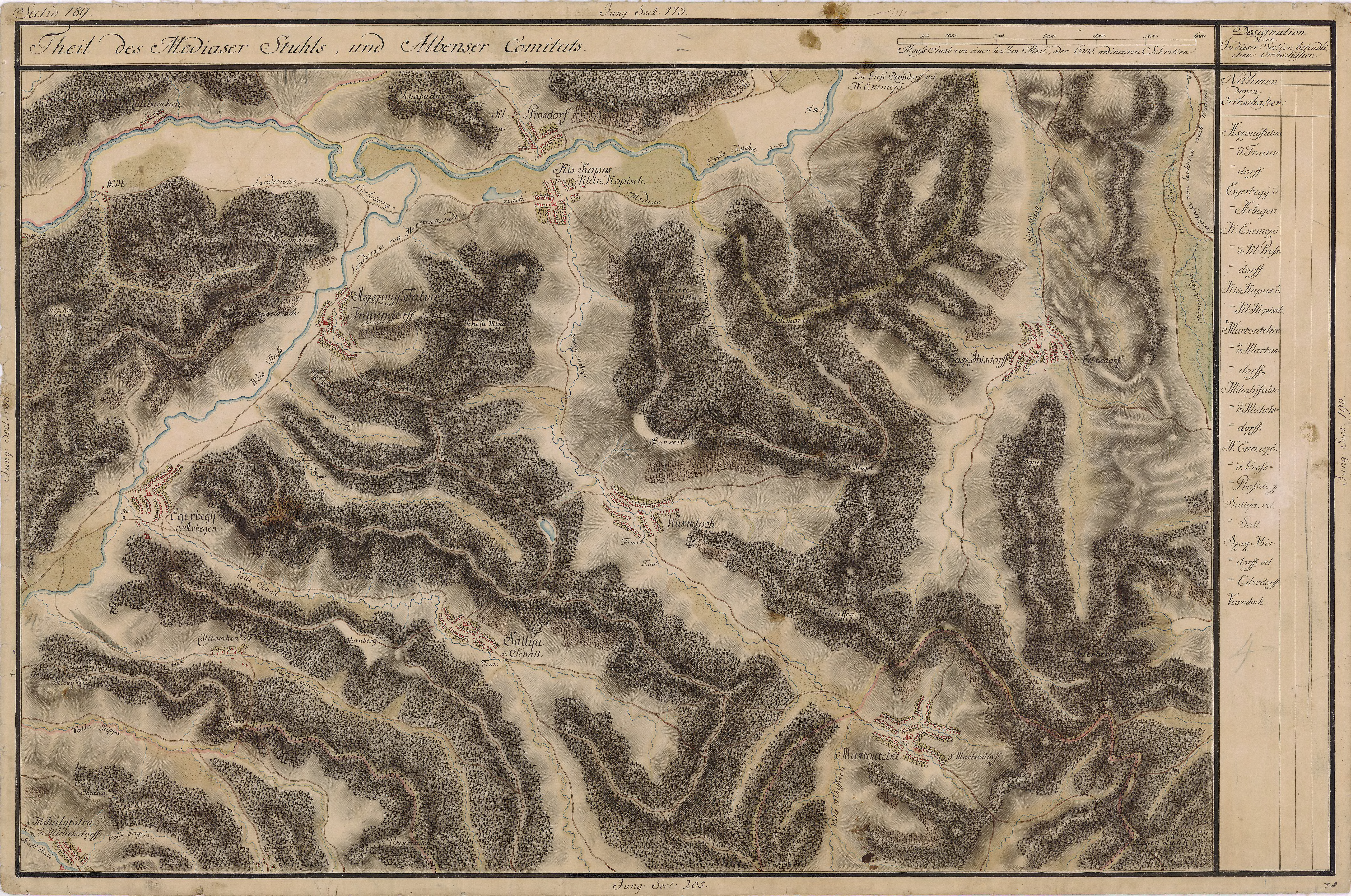
Târnăvioara în Harta Iosefină a Transilvaniei, 1769-1773

Târnăvioara, până în anii 1980 Proștea Mică, colocvial Proștița, alternativ Probștița, (în germană Kleinprobsdorf, în traducere „Satul mic al prepozitului”, cu referire la Prepozitura Sibiului, în dialectul săsesc Klipriusterf, în maghiară Kisekemező) este o localitate în județul Sibiu, Transilvania, România.
Localitatea a fost menționată documentar pentru prima dată în 1358.
În prezent Târnăvioara este înglobată în orașul Copșa Mică.